# Orientalia
Les Orientalia est le titre d'une revue trimestrielle publiée à Rome par l'Institut pontifical biblique depuis 1932. Elle est spécialisée dans les recherches d'orientalisme et l'archéologie du Moyen-Orient, en particulier de l'Égypte antique et du Soudan. Ses articles sont rédigés en français, en italien, en allemand et en anglais.
Chaque volume comprend environ 600 pages d'articles, de notes et de recensions. 
Le directeur actuel de la publication est le jésuite Werner Mayer.